# Els fabricants de por
Els fabricants de por (títol original en anglès, The Fearmakers) és una pel·lícula de cinema negre i de ficció criminal estatunidenca dle 1958 dirigida per Jacques Tourneur i protagonitzada per Dana Andrews. El guió es basa en la novel·la homònima de 1945 de Darwin Teilhet. La pel·lícula se centra en missatges polítics aparentment no partidistes que estan modelats per una empresa de relacions públiques controlada en secret per comunistes decidits a soscavar el govern estatunidenc. Ha estat doblada al català.

## Argument
El veterà de la Guerra de Corea Alan Eaton, que va patir un rentat de cervell com a presoner de guerra, torna a casa i reprèn la seva feina en un centre de relacions públiques i empresa d'investigació d'opinió a Washington, D.C. La seva parella ha mort misteriosament en un accident, i descobreix que la seva empresa ha estat presa per infiltrats comunistes amb la intenció d'arreglar enquestes d'opinió pública i promoure organitzacions comunistes. Per aturar-los, Eaton coopera amb una investigació del Senat.

## Repartiment
- Dana Andrews com Alan Eaton
- Dick Foran com a Jim McGinnis
- Marilee Earle com Lorraine Dennis
- Veda Ann Borg com a Vivian Loder
- Kelly Thordsen com a Harold 'Hal' Loder
- Roy Gordon com el senador. Walder
- Joel Marston com a Rodney Hillyer
- Dennis Moore com a metge de l'exèrcit
- Oliver Blake com el Dr. Gregory Jessup
- Janet Brandt com a secretària de Walder
- Fran Andrade com a hostessa de TWA
- Mel Tormé com a Barney Bond (com a Mel Tormé)